# 결혼의 풍경 (미국 드라마)
《결혼의 풍경》(영어: Scenes from a Marriage)은 HBO에서 2021년 9월부터 방영 예정인 드라마이다. 스웨덴의 1973년 동명 드라마를 영어 리메이크한 작품이다.